# تپه مزرعه اکبر
تپه مزرعه اکبر مربوط به دوره ساسانیان تا دوران‌های تاریخی پس از اسلام است و در شهرستان بوئین‌زهرا، بخش آبگرم، روستای شاخدار واقع شده و این اثر در تاریخ ۲۵ اسفند ۱۳۷۹ با شمارهٔ ثبت ۳۱۱۸ به‌عنوان یکی از آثار ملی ایران به ثبت رسیده است.